# ダニエル・ビロス

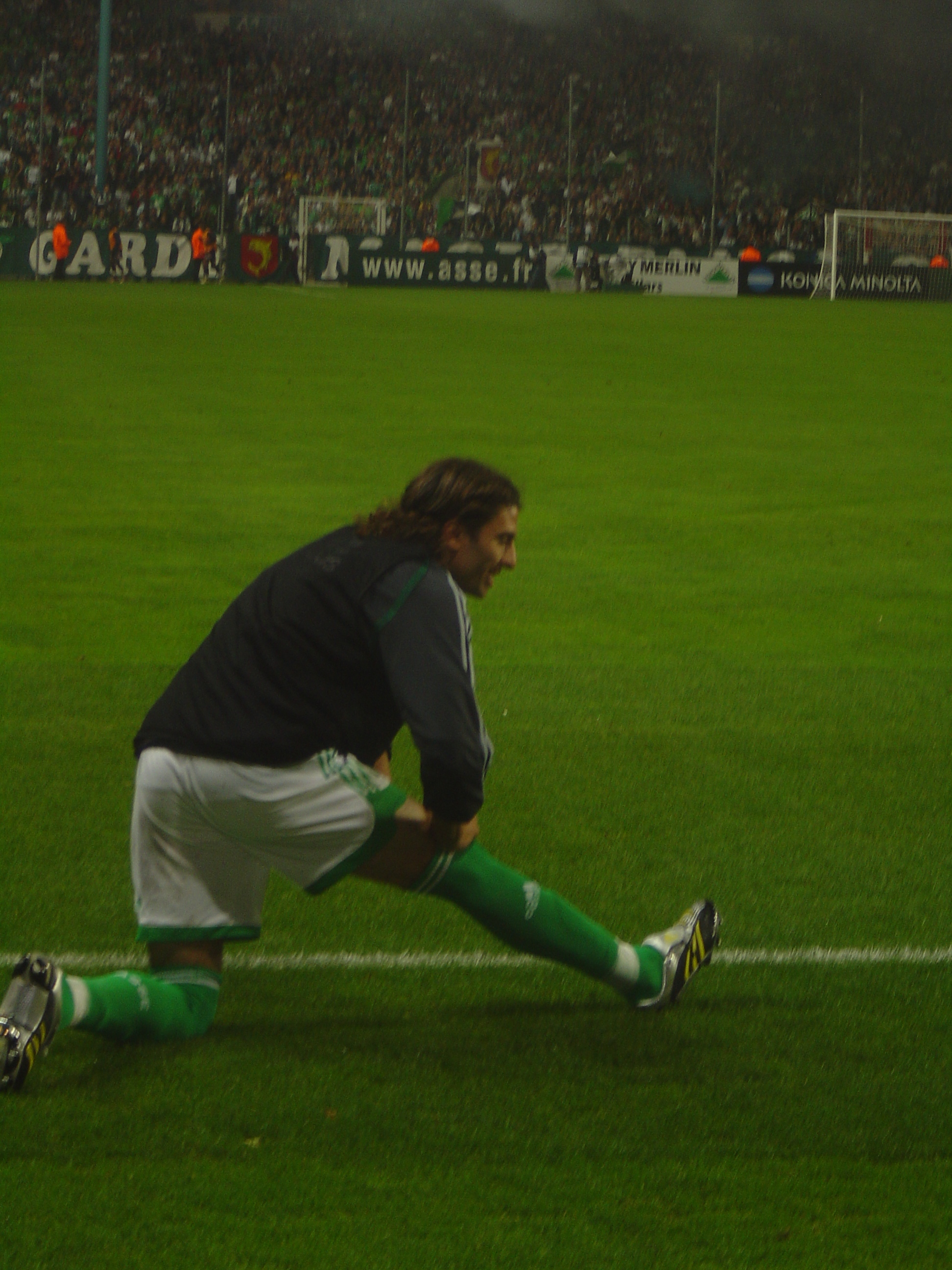
ダニエル・ビロス

ダニエル・ルベン・ビロス（Daniel Rubén Bilos, 1980年9月3日 - ）は、アルゼンチン・ブエノスアイレス州ペルガミーノ出身の元サッカー選手。ポジションはミッドフィールダー。
2006年夏にASサンテティエンヌに移籍したアルゼンチン代表プレーヤー。一つ一つのプレーが丁寧で、難しいパスも通してしまう正確性が長所である。
祖母がクロアチア人であり、2006 FIFAワールドカップ直前にクロアチア代表入りを打診されたものの、「ワールドカップ出場よりもアルゼンチン代表でプレーすることを希望する」と表明し、この誘いを断っている。
ワールドカップ終了後にその希望が叶い、アルゼンチン代表入りを果たしている。
2009年12月、慢性的な左膝の怪我が完治しないことを理由に現役引退を発表したが、治療を終えた2011年1月にCAドウグラス・アイグで現役復帰した（同年限りで引退）。

## 所属クラブ
- CAバンフィエルド 2001-2005
- ボカ・ジュニアーズ 2005-2006
- ASサンテティエンヌ 2006-2009

→ クラブ・アメリカ 2007 (loan
→ CAサン・ロレンソ・デ・アルマグロ 2007-2008 (loan)
- CAバンフィエルド 2009
- CAドウグラス・アイグ（スペイン語版） 2011